# Спогад про «Коров'ячий марш»
«Спогад про „Коров'ячий марш“» — радянський художній телефільм 1991 року, що розповідає про історію створення фільму «Веселі хлоп'ята» (1934). Перша роль у кіно Михайла Євдокимова.

## Сюжет
З курортного відеосалону в жаху від побаченого фільму «Ззовні» виходять двоє: дівчина і хлопець. Дівчина (Лариса Бєлогурова) розповідає лядачеві, що вийшов з нею (Михайло Євдокимов), що колись в цих місцях в Гаграх знімався «чудовий, світлий фільм» «Веселі хлоп'ята». Дівчина пропонує перетворити відеосалон в салон автобуса і зробити з неї подорож-екскурсію місцями зйомок фільму. Глядач погоджується їй допомогти і перетворюється, говорить голосами Сталіна, Утьосова й інших, співає. Виходить живий і ілюстрована цитатами з фільму «Веселі хлопці» розповідь про атмосферу тих років і зйомки класики радянського комедійного кіно.

## У ролях
- Михайло Євдокимов —  глядач, водій, оповідач
- Лариса Бєлогурова —  оповідачка
- Юрій Медведєв —  відпочиваючий

## Знімальна група
- Автор сценарію і режисер-постановник — Юрій Сааков
- Оператор-постановник — Микола Москвітін
- Композитор — Ісаак Дунаєвський
- Художник-постановник — Олександра Конардова